# Thymus comptus
Thymus comptus là một loài thực vật có hoa trong họ Hoa môi. Loài này được Friv. miêu tả khoa học đầu tiên năm 1836.